# Aguja de lengüeta

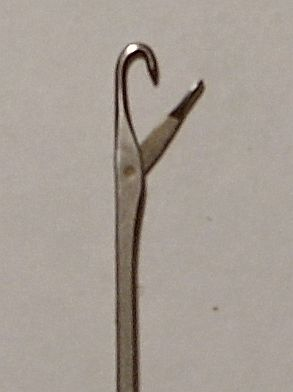
Cabeza de una aguja de lengüeta

La aguja de lengüeta es un elemento indispensable para poder tejer mallas de punto con las máquinas tricotosas. La invención de la aguja de lengüeta, permitió poder mecanizar el tejido de punto, teniendo un papel muy importante en el éxito de la máquina de tejer circular, diseñada por el inventor Mac Nary, que desarrolló una máquina de tejer circular con movimiento alternativo.
El invento de la lengüeta doble por parte de Durand en 1881 permitió la capacidad de poder tejidos de género de punto con muestras estampadas de izquierda a derecha.

## Uso

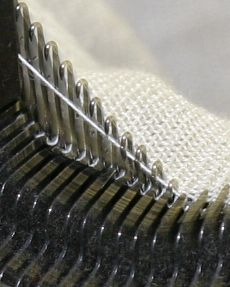
Agujas de lengüeta en una máquina de tricotar circular

Las agujas de lengüeta se pueden utilizar en máquinas tricotosas (tanto las máquinas de tejer circulares y planas) así como en máquinas de tejer por urdimbre (especialmente las máquinas Raschel). Si las agujas se pueden mover individualmente (por ejemplo, dentro de un canal de aguja), entonces se trata de una máquina tricotosa. En cambio, en las máquinas de tejer, las agujas se mantienen firmemente sujetadas sobre una barra de agujas y sólo se pueden mover todas juntas.

## Patentes
| fecha     | país                | inventor                          | anotación |
| --------- | ------------------- | --------------------------------- | --- |
| 1806      | Francia             | Pierre Jean-deau                  | Primera patente para una aguja de cierre (también conocida como aguja de vaso) sin ejemplo de uso práctico. |
| 1847-1849 | Inglaterra          | Matthew Townsend (Leicester)      | Latch needle (aguja de pestillo en inglés, tumbler, aguja de acción automática) |
| 1858      | Alemania            | Lembcke y Gottlebe (Wittgensdorf) | Aguja tubular y aguja de doble cierre |
| 1859      | Inglaterra Alemania |                                   | Cadena de seguridad con agujas de pestillo (Apolda) desarrollada como "máquina Raschel" |
| 1863      | Estados Unidos      | Isaac Wixom Lamb                  | Principio básico de una máquina de tejer plana con agujas de pestillo. Marco de tejer de cama doble: las agujas están dispuestas en un ángulo de unos 90° entre sí. Con su máquina de tejer plana accionada a mano, era posible producir rápidamente artículos tubulares y derecho/derecho. |
| 1865      | Inglaterra          | Clay                              | Máquina de tejer circular con agujas de doble cierre (permite la producción de tejidos de punto con estampados de reverso) |
| 1881      |                     | Armand Durand                     | Aguja compuesta de tubos tubulares ingleses y agujas de doble pestillo |
| 1890/1900 | Alemania            | Empresa CA Roscher (Mittweida)    | Silla redonda inglesa con agujas de pestillo móviles individualmente |